# Brawl Stars
A Brawl Stars egy többszereplős online freemium „lövöldözős” valós idejű stratégiai játék, melyet a finn Supercell videojáték-fejlesztő cég készített. A játék 2018. december 12-én jelent meg világszerte, iOS és Android platformokon. A játék számos játékmódot kínál, mindegyiknek más-más célja van. A játékosok a feloldható karakterek, az úgynevezett „brawlerek” közül választhatnak, amelyek mindegyike különböző képességekkel és játékstílussal rendelkezik.

## Játékmenet
A játékban kuparendszer működik,  vagyis győzelemért a játékos kupákat kap, míg veszítésért bukik. Bizonyos kupaszámok elérését követően jutalmak oldódnak fel. Ezek az úgynevezett Trophy Roadon gyűjthetők be. A jutalmak skálája széles, különböző kupaszámokon lehet akár új játszható játékmód, vagy Gold, Starr Drop, stb... Ha a játékos egy Brawlerrel átlép egy bizonyos kupaszámot akkor új rangot (Tier) kap. Egy Brawler rangja maximum 50 lehet, ami 980 kupát jelent, az 1000 kupa már MAX Tier-nek számít. Ezen mennyiség után már csak szezonális kupákat lehet szerezni, de ez bármeddig növelhető.

## Karakterek
A játékban játszható karaktereket Brawlereknek nevezzük. Jelenleg közel 91 brawlert különböztetünk meg, 7 különböző ritkaságban (Rare, Super Rare, Epic, Mythic, Legendary, Ultra Legendary). Minden Brawler más-más fegyverrel harcol, ezzel széles körű lehetőségeket adva a játékosok stratégiai képességének fejlesztésére és alkalmazására.

## Brawl Pass
A Brawl Pass a játék Battle Pass rendszere. A játékos minden meccs után – a győzelemtől, vereségtől vagy elért helyezéstől függően – XP-t kap. Az XP adja meg a haladás lehetőségét a Brawl Pass ingyenes és fizetős részén is. A szintek átlépéséhez szükséges XP-szám 50-től egészen 1600-ig növekszik. XP a Season által kínált küldetések (Quest) teljesítésével is nagy mennyiségben szerezhető. Az ingyenes és a fizetős részen minden szint (Tier) után jutalmak oldódnak fel. Ez lehet  Gem, Power Point, Star Drop és Gold, a fizetős részen akár skin, Brawler vagy Pin. Minden Season végeztével azonnal kezdődik a következő, minden hónap első csütörtökén. Ebből adódóan a Season-ök hossza nem egyezik meg, a jellemző időtartam 3 vagy 4 hét, 28 vagy 35 nap.

## Játékmódok

### Gem Grab
A játékpálya közepén található egy lyuk, amelyből 7 másodpercenként kipattan egy lila drágakő (Gem). A játékban 3—3 játékos küzd, a cél, hogy a csapat 10 drágakövet birtokoljon. Halálkor a játékosnál lévő drágakövek a földre szóródnak, és más játékosok felvehetik őket. Ha egy csapat 15 másodpercig képes 10 drágakövet birtokolni, győz, és a játéknak vége lesz. Ha mindkét csapatnál 10 drágakő van, a visszaszámlálás megáll, míg az egyik csapat a másik fölé nem kerekedik.  Egy átlagos meccs jellemzően 3 és fél perces. A játékmód neve eleinte Smash & Grab volt.

### Showdown

#### Solo
Battle royale játékmód, amelyben 10 játékos küzd egymással az első helyért. Dobozok (Box) széttöréséért, vagy ellenséges játékosok megöléséért Power Cube-okat kap a játékos, amelyeket felvéve megnöveli a karaktere általános adatait (életerő, sebzés). Aki utoljára életben marad, győz, ám a negyedik helyezésért is kupa nyereményt érdemel ki a játékos. Ahogy minél több idő telik el a meccs megkezdésétől, a pályát egyre inkább szűkíti egy mérgező felhő, míg végül az teljesen beteríti az játékteret. A játékos a méregben nagymértékben sebződik, ezzel segítve a meccs előrehaladását.

#### Duo
Teljes egészében megegyezik a Solo Showdownnal, azonban itt 10 egymás ellen harcoló játékos helyett 5 kétfős csapat küzd a minél magasabb helyezésért. Ha meghal valaki, akkor 15 másodpercen belül újraéled, kivéve, ha ezalatt meghal a csapattársa, vagy már eleve halott volt.

#### Trio
Teljesen megegyezik a Duo Showdownnal, ámbár 4 csapat van, 12 játékos, és három ember van egy csapatban.

### Brawl Ball
A való életben ismert labdarúgáshoz nagymértékben hasonlító játékmód. Egy meccs 2 és fél percig tart, vagy ameddig az egyik csapat 2 gólt lő az ellenfélcsapat kapujába. Amennyiben az állás 150 másodperc után döntetlenre áll, a pályán lévő összes akadály leomlik, és egy 1 perces hosszabbítás veszi kezdetét.

### Heist
Egyfajta Tower Defense játékmód, melyben 3-3 játékos védi a saját csapatja széfjét, illetve előretör, hogy lerombolja a másik csapatét. Mindkét széfnek a HP-ja a 6 játékos átlagszintjétől függ, de maximum 56000 HP-ja van a széfeknek. Egy meccs 2 és fél perc hosszúságú. Az idő lejártával a több életerővel rendelkező széf tulajdonos csapata fog győzni.

### Bounty
A játék lényege, hogy az ellenfél játékosait elimináljuk. Minél több emberrel végzünk, annál több "csillag", azaz vérdíj lesz a fejünk felett. Amelyik csapat 2 perc elteltével több csillagot gyűjt össze, nyeri a meccset.

### Big Game
Van egy nagy játékos (Big Brawler), aki gyorsabb, erősebb és több HP-ja (health point) van, mint a másik 5 játékosnak, akiknek az a célja, hogy megöljék a nagy játékost. Ha 2 percen belül megölik, akkor ők nyernek, ha viszont nem, a nagy játékos nyer.

### Boss Fight
Ebben a játékmódban 3 játékos küzd a robotok ellen, és az a céljuk, hogy megöljék a nagy robotot (Boss). A Boss egyre erősebb lesz minden győzelem után. Normal-tól Insane XVI-ig terjed a nehézségi fokozat.

### Robo Rumble
Itt 3 játékosnak kell megvédenie a széfjüket a robotok ellen, 2 percig akik egyre erősebbek lesznek, minden győzelem után egyre nehezebb lesz. Normal-tól Insane XVI-ig terjed a nehézségi fokozat.

### Hot Zone
A Hot Zone játékmódban egy vagy két, esetleg három kör alakú zóna van a pályán. Ezekben kell tartózkodni ahhoz, hogy a csapat százalékot szerezzen. 3 percig tart egy meccs. Plusz 1%-ot fél másodpercenként lehet kapni, ezért ötven másodperc szükséges a teljes győzelemhez. Ha egy csapat sem szerezte meg mind a 100%-ot, akkor a több százalékot birtokló nyer.

### Knockout
A cél, hogy a csapat az ellenfél csapat 3 játékosát előbb eliminálja, minthogy ez fordítva történne meg. A győzelemhez 2 párharc megnyerése szükséges.

### Ranked
3 fős csapatok játszanak itt is, a lényeg az, hogy a gép által sorsolt pályán 2 meccset kell nyerni. A meccsek előtt 1 "ban-pick face" jelenik meg. Ez azt jelenti, hogy mindkét csapat minden tagja választhat egy brawlert, melyet egyik játékos sem választhat. Ezt követően minden játékos, sorrendben választ egy karaktert, úgy, hogy nincs duplikáció.

### Duels
A játék lényege, hogy a meccsben részt vevő 2 játékos a meccs kezdete előtt választ 3 brawlert, majd egyszerrre egy brawlert használva 1v1 meccset játszanak. A győztes az, aki az ellenfél mind három brawlerét le tudja győzni.